# Данишевский, Израиль Исаакович
Израиль Исаакович Данишевский (10 мая 1870, Минск — 1954, Лондон) — русский промышленник, публицист, экономист.

## Биография
Родился в Минске в еврейской купеческой семье. Его отец Исаак (Ицка) Нохимович Данишевский выстроил в Борисовском уезде один из первых в Российской империи паровых смолокуренно-скипидарных заводов и пятеро его сыновей по мере взросления были вовлечены в это предприятие. Так, Пейсах Ицкович (Павел Исаакович) Данишевский возглавил смолокуренный завод в Борисове. Мать — Шифра Данишевская. Семье принадлежало несколько домов в Минске.
В 1908 году центр смолокуренного производства семьи Данишевских был переведён в Архангельск, где Израиль и Пейсах Данишевские основали «Торговый дом П. и И. Данишевские». Постепенно Торговый дом братьев Данишевских развил экспортную торговлю тюленьим и рыбным жирами и другими продуктами, организовал транспортный отдел и уже в 1913 году был преобразован в «Беломорско-Балтийское акционерное общество П. и И. Данишевские». В 1916 году И. И. Данишевский стал инициатором создания крупной акционерной морской пароходной компании — «Северо-Океанское акционерное общество пароходства и торговли братьев Данишевских», в 1917 году стал управляющим делами Архангельского губернского торгово-промышленного союза, в 1918 году был избран депутатом городской думы.
Опубликовал несколько работ по экономическим вопросам смолокуренной промышленности и лесного промысла русского Севера, торговым отношениям с Норвегией, вопросам морского транспорта в регионе.
В 1918 году предприятия братьев Данишевских были национализированы, а во время Гражданской войны в декабре 1919 года семья бежала в Лондон, где приобрела дом в Сиденхеме.

## Семья
- Жена — Елена (Гитл) Данишевская (в девичестве Старовинец, 1877—1936). Девять детей (шесть сыновей и три дочери):
  - Сын — Моня (Соломон) Данишевский, кинопродюсер, сценарист, мемуарист.
  - Сын — Александр (1904—1975), был женат на Ирине Петровне Данишевской (в девичестве Мироновой, 1911—1982, тётке актрисы Хелен Миррен)[4], известной своей связью с американским дипломатом Тайлером Кентом (1911—1988), который придерживался фашистских взглядов и во время Второй мировой войны работал на германскую разведку, был арестован в Великобритании и осуждён на 7 лет, с последующей экстрадицией в США[5].
- Дочери — София (Шифра) Рафальская (1897), Цецилия Лащенко (1900), Мария Гекльман (1901). Сыновья — Давид (1896—1898), Иван (1899—1974), Евсей (1902—1977) и Виктор (1906).

## Публикации
- Положение смолокуренного промысла в России, его значение и нужды смолокурения на Севере / И. И. Данишевский. Архангельск: Губернская типография, 1912. — 24 с.
- Отечественный торговый флот и лесная промышленность: К вопросу № 6 программы Всероссийского Съезда представителей лесной промышленности и торговли (7—9 августа 1916 г.) / И. И. Данишевский. Петроград: Паровая типография «Победа», 1916. — 25 с.
- Экономическая перспектива в связи с железнодорожным строительством на Севере / И. И. Данишевский. Архангельск: Губернская типография, 1917. — 15 с.
- Экономическое положение нашего Севера, его внешняя торговля в связи с переживаемыми событиями. Лесные промыслы, техническая и химическая обработка дерева на Севере и специальное лесотехническое образование на Севере. Доклад Северо-Восточному областному съезду 23 дек. 1917 г. читанный на Съезде лесоводов Архангельской губернии 15 августа 1917 г. / И. И. Данишевский. Архангельск: Губернская типография, 1918. — 26 с.
- Народное хозяйство нашего Севера. Наша внешняя торговля с Норвегией. О нашем товарообмене с Италией / И. И. Данишевский. Архангельск: Губернская типография, 1919. — 25 с.